# Додобаев, Тимур Додобаевич
Тимур Додобаевич Додобаев — советский хозяйственный, государственный и политический деятель.

## Биография
Родился в 1941 году в Колхозабадском районе Таджикской ССР. Член КПСС с 1967 года.
С 1965 года — на хозяйственной, общественной и политической работе. В 1965—1987 гг. — инженер, заместитель управляющего, управляющий Колхозабадского районного объединения «Таджиксельхозтехника», председатель Колхозобадского райсовета народных депутатов, первый секретарь Колхозабадского райкома КП Таджикистана, слушатель АОН при ЦК КПСС, заведующий сельхозотделом и пищевой промышленности Курган-Тюбинского обкома КП Таджикистана, первый секретарь Колхозабадского райкома КП Таджикистана.
Избирался депутатом Верховного Совета Таджикской ССР 11-го созыва.
Жил в Таджикистане.